# Medak óvára
Medak óvára (horvátul: Stari grad Medak) egy várrom Horvátországban, Likában, a Gospićhoz tartozó Medak település területén.

## Fekvése
Medak falu délnyugati részén emelkedő 612 méteres Velaguša-hegyen találhatók maradványai.

## Története
Medak első írásos említése 1439-ben történt, amikor a Mogorović nemzetség birtoka volt, akiknek váruk állt a településen. A vár építési ideje nem ismert. 1577-ben már török őrség volt benne és a ribniki nahije egyik igazgatási központja volt. Valószínűleg a török elleni felszabadító harcokban pusztult el és már nem építették újjá.

## A vár mai állapota
Medak középkori várából mára csupán egy a Velaguša-hegyen található 22 méteres, részben lebontott falszakasz maradt.